# Alböke
Alböke is een klein dorp op het eiland Öland. Het ligt langs een landweg langs de Zweedse weg 136. Het behoort bij de gemeente Borgholm.
Åkerby-Lopperstad · Alböke · Äleklinta · Arbelunda · Askelunda · Åstad · Binnerbäck · Björkviken · Bläsinge · Borgehage · Borgholm · Bredsättra · Byrum · Byxelkrok · Bägby · Böda · Dalby · Djupvik · Djurstad · Dödevi · Egby · Enerum · Fagerum · Furuhäll-Blårör-Solbergamarken · Föra · Gillberga · Grankulla · Grankullavik · Greby · Greda · Gunnarslund · Gärdslösa · Hagby · Hagelstad · Hallnäs · Halltorp · Horn · Hässelby · Högenäs · Högsrum · Hörlösa · Ingelstad · Istad · Kalleguta · Kolstad · Kvarnstad · Källa · Källingemöre · Kårehamn · Köpingsvik · Lerkaka · Lilla Horn · Lindby · Lofta · Långlöt · Långöre · Löt · Löttorp · Marsjö · Mellböda och del av Böda · Melösa · Mörby · Nabbelund · Öjkroken · Ölands Bäck · Persnäs · Ramsättra · Runsten-Bjärby · Rälla · Rälla tall · Räpplinge · Sandby · Sandvik · Spjutterum · Stacketorp · Stenninge · Stora Rör · Störlinge · Sättra · Södvik · Sörby · Tjusby · Uggletorp · Vannborga · Vedborm · Vedby · Vedby